# Accident d'un Boeing E-3 Sentry en Alaska
Le 22 septembre 1995, un Boeing E-3 Sentry AWACS de l'U.S. Air Force s'écrase peu après son décollage, entraînant la mort des 24 membres d'équipage présent à bord. L'appareil, avec comme indicatif Yukla 27, est entré en collision avec des oiseaux lors du décollage de la Elmendorf Air Force Base, en Alaska, aux États-Unis. Après la perte rapide de poussée des deux moteurs de gauche, l'avion s'est écrasé dans une zone boisée à moins de 2 km de l'extrémité de la piste.

## Avion

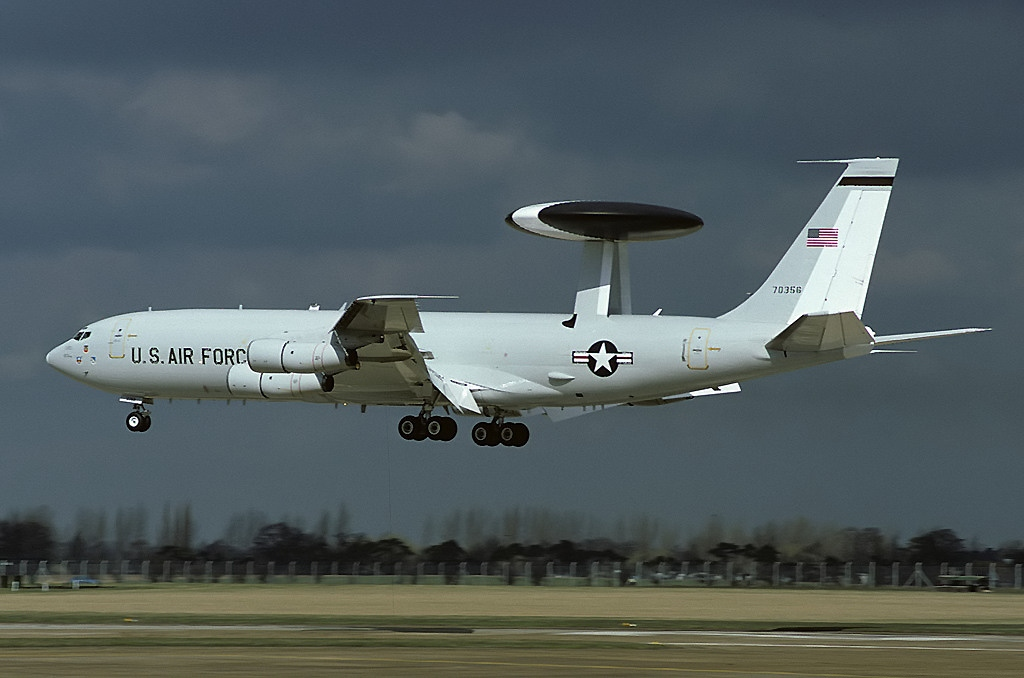
Un Boeing E-3 Sentry de l'U.S. Air Force, similaire à celui impliqué dans l'accident.

L'appareil impliqué, un Boeing E-3 Sentry immatriculé 77-0354, a été construit en tant que Boeing E-3A (numéro de série 21554/933). Il a volé pour la première fois en juillet 1978 et a été livré à l'US Air Force en janvier 1979. Il a ensuite été modifié par Boeing selon la norme E-3B.
Cet avion a également été impliqué dans l'accident des Black Hawk, survenue en Irak le 14 avril 1994, au cours duquel deux avions de combat F-15 Eagle ont abattu par erreur deux hélicoptères UH-60 Blackhawk de l'armée américaine, tuant 26 militaires et membres du personnel civil.

## Accident
L'AWACS était exploité par le 962nd Airborne Air Control Squadron (en) et devait effectuer un vol d'entraînement, en utilisant l'indicatif d'appel Yukla 27. 
Il devait décoller de la piste 06 et attendre au seuil de piste, pendant qu'un C-130 Hercules décollait devant lui. Cependant, alors que son équipage ignorait que le décollage du C-130 avait dérangé un groupe de bernaches du Canada, l'AWACS s'est aligné et a commencé sa course de décollage. 
Lors de la rotation de l'avion, ses moteurs n°1 et 2, situés sur l'aile gauche, ont ingéré plusieurs oiseaux. L'équipage a alors commencé à larguer du carburant et a entamé un virage à gauche pour retourner se poser en urgence, mais avec une pleine charge de carburant et ayant perdu deux moteurs sur la même aile, il n'a pas pu maintenir son altitude. 
Après que l'avion ait atteint une altitude de 250 pieds (76 m), il est descendu rapidement avant de s'écraser dans une zone boisée et vallonnée et d'exploser à l'impact.

Site de l'accident
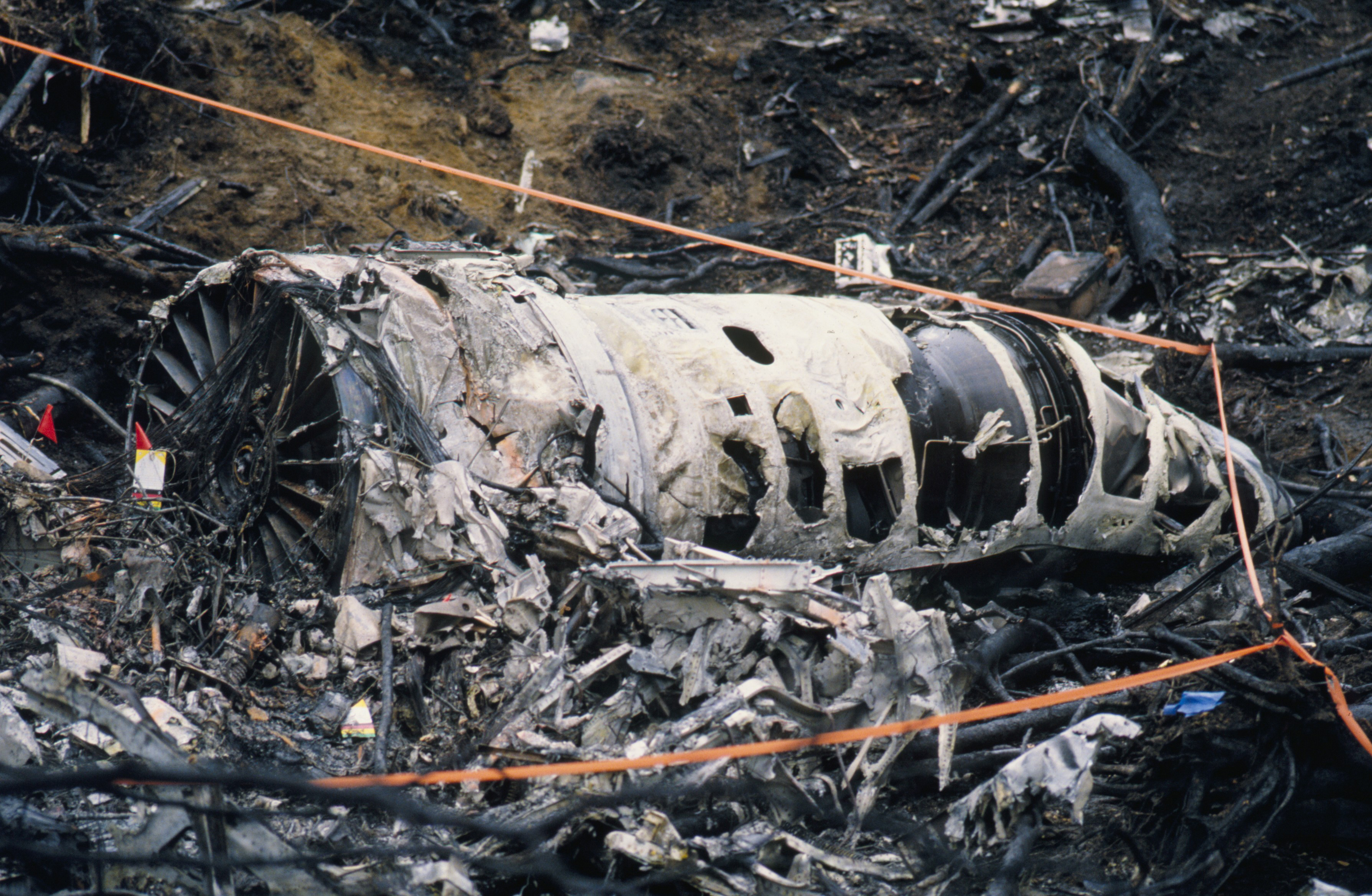
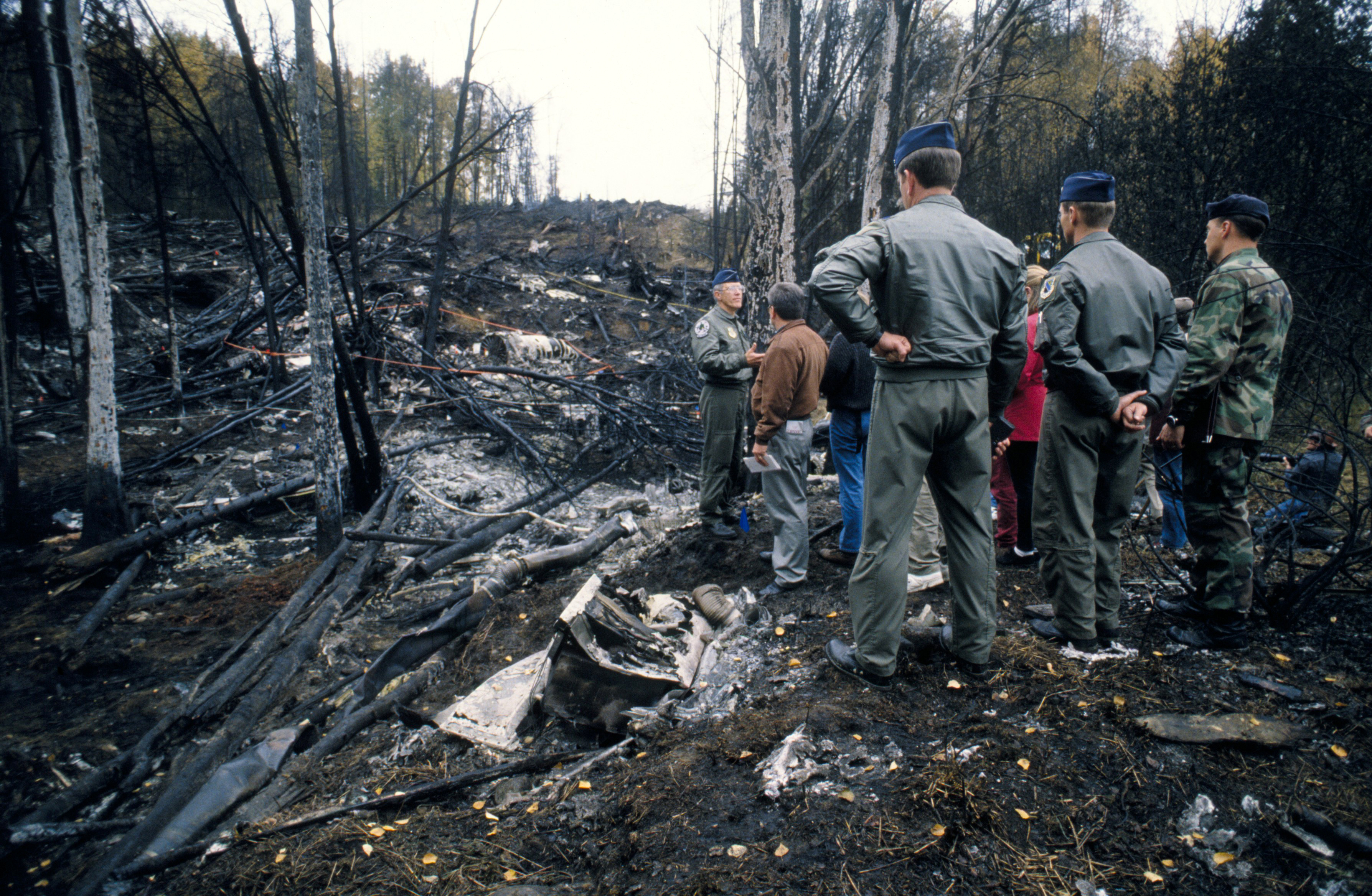

## Enquête

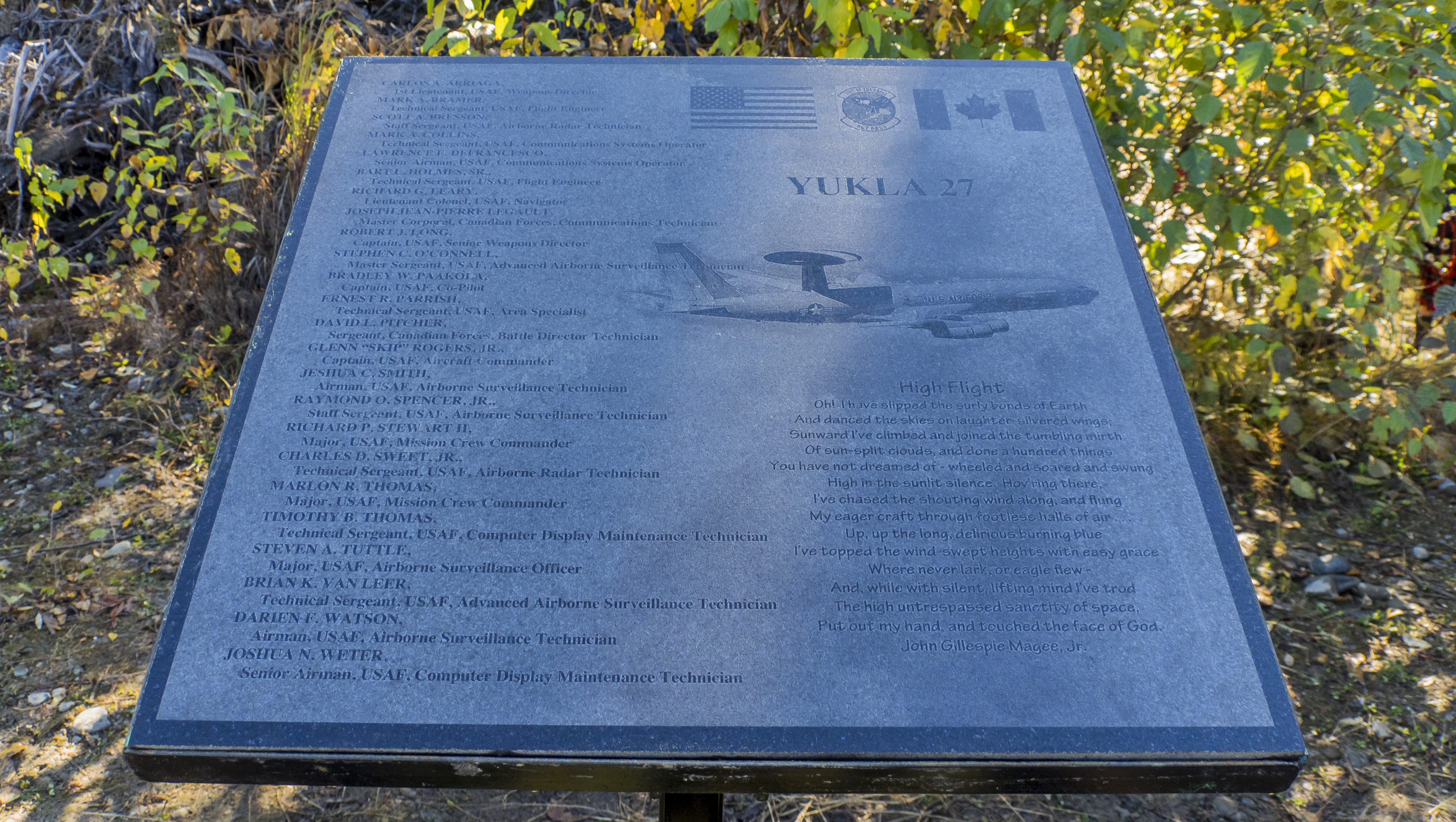
Mémorial en souvenir des victimes de l'accident.

L'enquête a conclu que la cause probable du crash était l'ingestion de plusieurs bernaches du Canada par les moteurs 1 et 2. 
Les efforts insuffisants de la base aérienne pour détecter et disperser les oiseaux à proximité des pistes et l'incapacité de la tour de contrôle à signaler à la fois à l'équipage de l'AWACS et à la direction de la base aérienne que des oiseaux étaient présents aux abords de l'aérodrome.